# Maël-Pestivien
Maël-Pestivien település Franciaországban, Côtes-d’Armor megyében. Lakosainak száma 360 fő (2022. január 1.). Maël-Pestivien Bourbriac, Bulat-Pestivien, Kerien, Peumerit-Quintin, Pont-Melvez, Saint-Nicodème és Saint-Servais községekkel határos.

## Népesség
A település népességének változása:
| Lakosok száma | 800  | 567  | 514  | 414  | 401  | 402  | 378  | 360  | 354  | 360  |
|               | 1968 | 1982 | 1990 | 2006 | 2013 | 2015 | 2017 | 2019 | 2020 | 2022 |